# Mon gâteau préféré
Pour plus de détails, voir Fiche technique et Distribution.
Mon gâteau préféré (Keyk-e mahbub-e man, کیک محبوب من) est un film multinational coécrit et réalisé par Maryam Moqadam et Behtash Sanaeeha et sorti en 2024.
Le film figurait parmi les six premiers films sélectionnés pour le premier cycle du programme New Dawn, après son lancement en 2022. Le film mettant en vedette Lily Farhadpour et Esmail Mehrabi suit l'histoire d'une femme qui décide de vivre ses désirs dans un pays où les droits des femmes sont fortement restreints.
La coproduction internationale entre l'Iran, la France, la Suède et l'Allemagne est sélectionnée en compétition du 74e Festival International du Film de Berlin et est présentée en première mondiale le 16 février 2024. À la clôture du festival, le film décroche trois distinctions : le prix Eurimages pour le développement de la coproduction, le prix du jury œcuménique et le prix FIPRESCI.

## Synopsis
Après avoir perdu son mari et sa fille, Mahin, 70 ans, vit une vie solitaire à Téhéran. La première partie du film est consacrée à montrer sa solitude. Mais un jour, elle décide de rejoindre ses amis pour le thé de l'après-midi et trouve une nouvelle étincelle dans son cœur. Elle rencontre quelqu'un qui lui fait se sentir à nouveau vivante, et la soirée se transforme en surprises et en souvenirs imprévisibles. Ils s'enivrent de vin, dansent, se prennent en photo, prennent une douche habillés. Faramarz va s'allonger dans la chambre à coucher. Mahin au moment de le rejoindre s'aperçoit qu'il est mort. Dévastée, elle fait creuser un gros trou dans son jardin au prétexte d'y faire planter des fleurs. Au moment de le préparer pour l'enterrer, elle trouve dans la poche de son jean, une plaquette de Viagra, dont il avait pris un cachet lors de leur soirée. Elle lui baise une dernière fois le front et l'enterre.   

## Fiche technique
- Titre original : Keyke mahboobe man (کیک محبوب من)
- Titre international : My Favourite Cake
- Titre français : Mon gâteau préféré[5]
- Réalisation : Maryam Moqadam, Behtash Sanaeeha
- Scénario : Maryam Moqadam, Behtash Sanaeeha
- Photographie : Mohammad Haddadi
- Montage : Ata Mehrad, Behtash Sanaeeha, Ricardo Saraiva
- Musique : Henrik Nagy
- Costumes : Maryam Moghaddam, Amir Hivand
- Production :
- Sociétés de production : Caractères Productions[6]
Watchmen Productions
HOBAB
Filmsazan Javan
- Société de distribution : Arizona Films (France)[5]
- Pays de production :  Iran,  France,  Suède,  Allemagne
- Langue originale : persan
- Format : couleur
- Genre : drame
- Durée : 97 min
- Dates de sortie :
  - Allemagne : 16 février 2024 (avant-première à la Berlinale)
  - France : 5 février 2025[5]

## Distribution
- Lily Farhadpour : Mahin
- Esmail Mehrabi : Faramarz

## Production
Le troisième long métrage du duo iranien de scénaristes-réalisateurs Maryam Moqadam et Behtash Sanaeeha est une coproduction de FilmSazan Javan (Iran), Caractères Productions (France), HOBAB (Suède) et Watchmen Productions (Allemagne). Il a été soutenu par le Swedish Film Institute, Sveriges Television, New Dawn, ZDF/ARTE, Medienboard Berlin-Brandenburg, le World Cinema Fund, l'Aide aux cinémas du monde du CNC, l'Institut Français, la région Île-de-France, Eurimages et le marché de coproduction de la Berlinale. Les rôles principaux sont interprétés par Lily Farhadpour et Esmail Mehrabi. Il a également reçu le soutien du World Cinema Fund, lancé en 2004 à l'initiative de la Fondation fédérale culturelle et de la Berlinale, et fait partie des douze films invités à la Berlinale.
Le tournage a eu lieu durant le mouvement Femmes, Vie, Liberté en 2022 en Iran.

## Sortie et accueil

### Dates de sortie et distribution
Mon gâteau préféré est présenté en avant-première le 16 février 2024, dans le cadre de la Berlinale 2024, en compétition,.
La société de vente et de production basée à Paris, Totem Films, a acquis les droits de vente internationale du film avant sa première mondiale à la Berlinale. En France, le film sera distribué par Arizona en 2025. Le film sort en France le 5 février 2025.
Le critique Reza Qias note que le modèle de financement du cinéma iranien, essentiellement basé sur des coproductions avec des sociétés européennes, l’a amené à adapter son contenu et sa forme à un public européen : le cinéma iranien se concentre ainsi sur la critique sociétale, filme des personnages des classes moyennes vivant dans des grandes villes. Les classes sociales inférieures ne sont pas ou peu représentées, les scénarios sont dépolitisés et, en étant destinés aux festivals européens, ne séduisent plus le public iranien. « S’inquiéter des événements contemporains en Iran est vain si une représentation déformée de ces réalités prend la place de leur expression authentique. »

### Situation politique
Une descente de police a lieu au domicile du monteur du film par les forces de sécurité iraniennes, au cours de laquelle elles ont saisi des rushes et d'autres documents liés à la production. En septembre 2023, alors que Maryam Moqadam et Behtash Sanaeeha souhaitent se rendre à Paris pour la post-production de My Favourite Cake, leurs passeports sont confisqués ; des poursuites judiciaires sont engagées. Les médias ont vu un lien entre ces événements et le film acclamé de 2020 des mêmes réalisateurs, Le Pardon (Ballad of a White Cow), qui a fait face à la colère du gouvernement islamique strict de leur pays. En décembre 2023, une trentaine d'organisations cinématographiques, de festivals et de cinéastes, ainsi que d'organisations non gouvernementales de défense de la liberté d'expression, ont écrit une lettre ouverte appelant les autorités iraniennes à abandonner immédiatement toutes les charges retenues contre les deux cinéastes et à lever leur interdiction de voyager. Parmi les signataires figuraient la Berlinale, la Coalition internationale pour les cinéastes en danger (ICFR) et PEN America. En janvier 2024, la Berlinale a annoncé le long métrage du duo de réalisateurs My Favourite Cake en compétition de la 74e édition de la Berlinale et depuis, le festival a pris connaissance de la situation des cinéastes iraniens. La Berlinale a de nouveau réclamé la liberté de déplacement et la liberté d'expression pour le duo de réalisateurs,.

## Distinctions

### Récompenses
- Berlinale 2022 : Prix Eurimages pour le développement de la coproduction[18], prix du jury œcuménique et prix FIPRESCI[6],[19]
- Festival de Cabourg : Grand prix[19]
- Festival de Montreuil : prix du public[19]
- Festival 2 Cinéma 2 Valenciennes : prix de la révélation, prix de la critique[19]
- Festival international du film d'Amiens : prix du public, mention spéciale du jury et mention spéciale du jury étudiant[19]

### Sélections
- Berlinale 2024 : sélection officielle, en compétition[20]
- Festival de Cannes 2024
- Fema, festival du film de La Rochelle Ici et ailleurs[19]